# Maxi San Miguel
Maxi San Miguel, nascut com a Maximino San Miguel Ruibal (Barcelona, 3 de març de 1952) és un físic i catedràtic de física de la matèria condensada a la Universitat de les Illes Balears (UIB) i director de l'Institut de Física Interdisciplinària i Sistemes Complexos (IFISC), institut mixt de la UIB i el Consell Superior d'Investigacions Científiques (CSIC), des de la seva creació, el 2007.
Maxi San Miguel es llicencià en física a la Universitat de Barcelona el 1974 i es va doctorar a la mateixa universitat el 1978. Va realitzar una estada postdoctoral a la Universitat de Temple de Filadèlfia el 1980, i va treballar a la Universitat de Barcelona amb diferents càrrecs fins a obtenir el 1986 la càtedra de física teòrica -posteriorment transformada en càtedra de Física de la Matèria Condensada en 1990- a la Universitat de les Illes Balears. La seva recerca se centra en la física dels sistemes complexos des de la perspectiva de la física estadística i no lineal, protagonitzant gran part dels avenços en aquesta àrea en les últimes dècades. Com a físic a fet aportacions fonamentals en la descripció de processos estocàstics diferents dels markovians i de mecànica estadística a l'estudi de problemes rellevants en fotònica i telecomunicacions. Va desenvolupar un model pioner per estudiar la dinàmica dels llavors nous làsers de cavitat vertical i emissió superficial.
A més de la seva responsabilitat com a director de l'Institut de Física Interdisciplinària i Sistemes Complejos (IFISC), ha estat també coordinador de Física i Matemàtiques de l'Agència Nacional d'Avaluació i Prospectiva (ANEP) (1990-93); vicedirector de l'Institut Mediterrani d'Estudis Avançats (IMEDEA) (1995-99); director del Departament de Física Interdisciplinària de l'IMEDEA (CSIC-UIB) (2000-2007); i president de la Divisió de Física Estadística i no Lineal de la Societat Europea de Física (2002-2004).
L'any 2010 li fou atorgada la medalla de la Reial Societat Espanyola de Física, en la qual va ser un dels fundadors del Grup Especialitzat de Física Estadística i No Lineal.